# Ga Rạch Chiếc
Ga Rạch Chiếc là một trong những nhà ga tàu điện của Tuyến số 1, nằm tại phường An Phú, thành phố Thủ Đức, Thành phố Hồ Chí Minh.

## Lịch sử
Ga dự kiến khai trương vào năm 2024.

## Bố trí ga
| L2 Tầng ke ga                   | Ke ga bên, cửa sẽ mở ở bên phải                        | Ke ga bên, cửa sẽ mở ở bên phải                                                     |
| Ke ga 1                         | ← L1 Tuyến 1 đi An Phú (Hướng đi Bến Thành)            |                                                                                     |
| Ke ga 2                         | L1 Tuyến 1 đi Phước Long (Hướng đi Bến xe Suối Tiên) → |                                                                                     |
| Ke ga bên, cửa sẽ mở ở bên phải |                                                        |                                                                                     |
| L1 Tầng trung chuyển            | Tầng 1                                                 | Khu bán vé, khu thương mại, khu bộ phận kỹ thuật, khu cổng ra vào và cổng kiểm soát |
| G                               | Mặt đất                                                | Cổng ra vào, bãi đậu xe và khu bộ phận kỹ thuật                                     |

## Vùng xung quanh
- Cầu Rạch Chiếc
- Sân bóng Trí Hải
- Giáo Xứ Thiên Thần
- Pháp viện Minh Đăng Quang